# USS Edwards (DD-265)
Za druga plovila z istim imenom glejte USS Edwards.
USS Edwards (DD-265) je bil rušilec razreda Clemson v sestavi Vojne mornarice Združenih držav Amerike.
Rušilec je bil poimenovan po pomorskem častniku Williamu W. Edwardsu.

## Zgodovina
V sklopu sporazuma rušilci za baze je bila ladja 8. oktobra 1940 predana Kraljevi vojni mornarici, kjer so jo preimenovali v HMS Buxton (H96). Ko so Britanci dobili novejše rušilce, je bila dodeljena Kraljevi kanadski vojni mornarici, pod imenom HMCS Buxton (H96).